# مرادآباد (اراک)
مرادآباد، روستایی از توابع بخش مرکزی شهرستان اراک در استان مرکزی ایران است. این روستا در ۱۴ کیلومتری جنوب شرقی اراک واقع است.

## جمعیت
این روستا در دهستان مشهد میقان قرار دارد و براساس سرشماری مرکز آمار ایران در سال ۱۳۸۵، جمعیت آن ۱۸۵ نفر (۵۳خانوار) بوده است.

## بنای تاریخی شیخ مرادآباد
این بنا در حال حاضر به شماره ثبت ۳/۱۵۶۸ در تاریخ؟ به‌عنوان یکی از آثار ملی ایران به ثبت رسیده است. در خصوص پیشینه ساخت این اثر، نقل قولی در میان اهالی منطقه وجود دارد که بدین شرح است: «هنگامیکه شاپور ذوالاکتاف به منظور جنگی از این منطقه عبور می‌کرده، در سر راه به شیخی (پیر مرادآباد) برخورد می‌نماید و از شیخ درخواست می‌کند که پیش‌بینی نماید در این مصاف پیروز خواهد شد؟ پیش‌بینی شیخ بر پیروزی پادشاه است. شاپور دوم پس از پیروزی در نبرد، در راه بازگشت، از این ناحیه عبور می‌کند و سراغ شیخ را می‌گیرد که به وی اطلاع می‌دهند که شیخ درگذشته است. شاپور دستور می‌دهد که بقعه‌ای رفیع بر روی قبر وی احداث شود تا یادش زنده بماند.»
بنای اصلی بقعه در طول سال‌های بعد از بین رفت ولی در دوره سلجوقیان، مقبره‌ای جدید در همان محل احداث می‌شود که تا امروز باقی‌مانده است.